# Handelscentrum Pottelberg
Het handelscentrum Pottelberg is een winkelcentrum in het westen van de Belgische stad Kortrijk gelegen in de gelijknamige wijk Pottelberg. Het bouw- en handelscentrum is gevestigd in een voormalige dakpannenfabriek. Het handelscentrum Pottelberg telt meer dan 30 handelszaken - waaronder ook een fitness, een bowling en vestiging van Brico Plan-it - alsook diverse uitgaansgelegenheden en horecazaken. Het centrum beschikt ook over een uitgebreide en gratis openluchtparking.

## Geschiedenis
Het winkelcentrum werd in de jaren negentig geopend in een voormalige pannenfabriek die volledig gerestaureerd werd. De fabriek, gelegen aan de Engelse Wandeling in Kortrijk, werd opgericht in 1850. De huidige gebouwen dateren uit 1910 en zijn een ontwerp van de Kortrijkse architect Jules Carette. Kenmerkend was de dubbele productieketen met de kleimagazijnen, de fabrikatieruimte, de machinezaal met stoommachines en een ketelhuis. Daar sloten de typische lange droogloodsen op aan met op het einde telkens een ringoven en een dertig meter hoge schouw.
Een deel van de gebouwen werd vernield tijdens de bombardementen in de Tweede Wereldoorlog. De pannenbakkerij Pottelberg stopte de productie-activiteiten in 1988. In 1990 kocht de firma Imkor het complex en renoveerde het. Op 2 oktober 2009 werd een deel van de site geteisterd door een grote brand. Het geheel werd in zijn oorspronkelijke toestand hersteld.